# 김억추
김억추(金億秋, 1548년 ~ 1618년)는 조선 중기의 무신이다. 본관은 청주, 자는 방로(邦老), 시호는 현무(顯武)이다.

## 생애
전라남도 강진군 작천면 박산마을에서 병조판서 김충정(金忠貞)의 아들로 태어났다. 1577년 알성무과에 급제하였다. 무이만호가 되어 북변에서 전공을 세웠고 순창 군수로 재임하던 중 1592년 임진왜란이 일어나자 방어사로 임명되어 평안도에 도착해 대동강을 지켰다. 그러나 제1차 평양 전투에서 패배해 그 책임으로 관직에서 물러났다. 1594년 만포진첨절제사가 되고 진주목사와 고령진첨절제사를 지냈다. 1597년 전라우수사로서 삼도수군통제사 이순신을 따라 어란포 해전과 명량 해전에서 공을 세워 선무원종공신에 책록되었다. 이후 밀양 부사를 거쳐 1608년 종2품에 올라 경상좌병사 및 제주목사가 되었다. 벼슬을 그만두고 고향 강진군 박산마을로 낙향하여 여생을 보내다가 71세에 사망하였다.

## 평가
이순신은 자신의 일기에서 김억추를 "만호나 하면 딱 맞을까, 대장감은 못 되는 인물인데 좌의정 김응남의 천거로 억지로 임명된 자다"라고 기록하며, 울돌목 싸움에서도 통제사 이순신의 대장선이 선두에서 싸우는 동안 다른 전선과 함께 뒤로 물러나 싸울 엄두도 내지 못했고, 김억추가 탄 배는 두 마장(馬場) 거리로 멀리 도망쳐 가물가물거리고 있었다고 비난하고 있다. 이는 훗날 제주목사로 파견되어 있던 광해군 4년(1612년)에도 사간원(司諫院)에서 "사람됨이 노둔하여 본디 명망이 없으니 중진(重鎭)을 단독으로 제재한다는 것은 결코 감당하지 못할 것"이라는 평가와도 비슷하다.

## 관련 작품
드라마
- 불멸의 이순신(2004년 ~ 2005년) - 배우 : 안형식

영화
- 명량 (2014년) - 배우 : 박노식

## 참고 문헌
- 난중일기
- 김억추 - 한국학중앙연구원